# Ceroplastes milleri
Ceroplastes milleri är en insektsart som beskrevs av Takahashi 1939. Ceroplastes milleri ingår i släktet Ceroplastes och familjen skålsköldlöss. Inga underarter finns listade i Catalogue of Life.